# Character-Vocal-Serie

Crypton Future Media Logo

Die Character-Vocal-Serie (kurz CV Serie, aus dem Japanischen: キャラクター・ボーカル・シリーズ) ist eine Reihe von Sprachsynthesizern, die von Crypton Future Media entwickelt wurden. Jeder Gesangstimme wurde dabei ein fiktiver Charakter zugeordnet, welcher die Stimme repräsentieren sollte. Der erste Charakter der Serie Hatsune Miku (Hauptartikel: Miku Hatsune) wurde am 31. August 2007 veröffentlicht. Kagamine Rin & Len folgten im Dezember desselben Jahres. Der dritte Charakter Megurine Luka folgte im Februar 2009. Über das Internet gewannen die Charaktere schnell an Beliebtheit, vor allem auf der japanischen Videoplattform „Nico Nico Douga“ sind sie bis heute sehr beliebt.

## Überblick über die CV-Serie
Zwischen 2007 und 2009 wurden drei Gesangstimmen veröffentlicht: Hatsune Miku, Kagamine Rin/Len und Megurine Luka, die alle im Laufe der Zeit durch neuere, verbesserte Versionen erweitert wurden. Die Sprecher der Charaktere wurden von Arts Vision ausgewählt. Das Charakterdesign stammt vom Illustrator KEI.
Die Charaktere wurden durchnummeriert, beginnend mit CV01 für „Charakter-Vocal Nummer 1“.
CV01: Hatsune Miku (初音ミク)

- Synchronsprecher: Saki Fujita

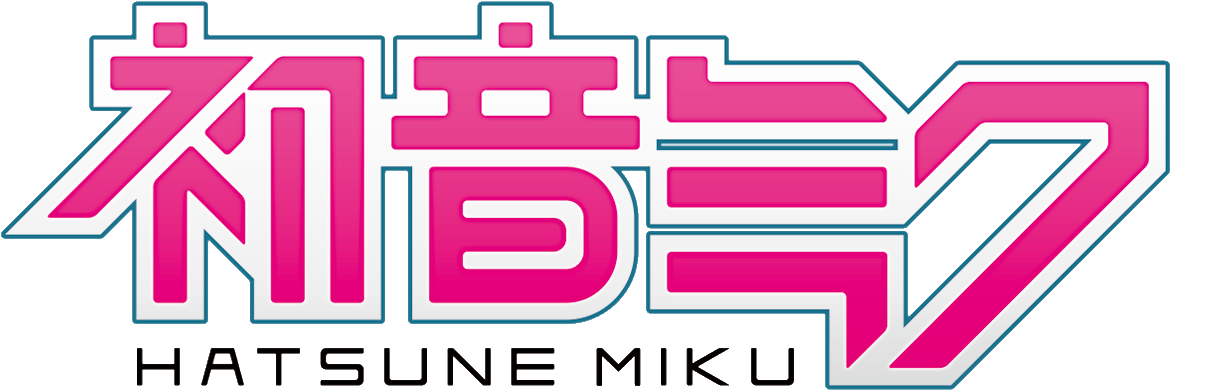
Hatsune Miku Logo

- Veröffentlichung: 31. August 2007
- Der erste Charakter der CV-Serie. Verkörperung einer 16-jährigen Schülerin
- Merkmale: langes türkis-farbendes Haar, das zu 2 Zöpfen gebunden ist.
- Versionen: VOCALOID2 HatsuneMiku (31. August 2007), Miku Append (30. April 2010), HatsuneMiku V3 (26. September 2013), HatsuneMiku V3 (English, 31. August 2013), HatsuneMiku V4X (31. August 2016), HatsuneMiku 4V English (31. August 2016), HatsuneMiku V4 Chinese (7. September 2017), HatsuneMiku NT (27. November 2020)

CV02: Kagamine Rin/Len (鏡音リンレン)

- Synchronsprecher: Asami Shimoda

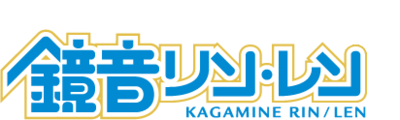
Kagamine Rin/Len Logo

- Veröffentlicht: 27. Dezember 2007
- Dabei handelt es sich um 2 Stimmen, die weibliche Rin, und die männliche Len, die allerdings von derselben Sprecherin gesprochen wurden und im selben Paket enthalten sind. Beide Charaktere sollen 14 Jahre alt sein.
- Merkmale: gelbes Haar
- Versionen: VOCALOID2 Kagamine Rin/Len (27. Dezember 2007), Kagamine Rin/Len Append (27. Dezember 2010), Kagamine Rin/Len V4X (24. Dezember 2015), Kagamine Rin/Len V4X English (24. Dezember 2015)

CV03: Megurine Luka (巡音ルカ)

- Synchronsprecher: Yu Asakawa

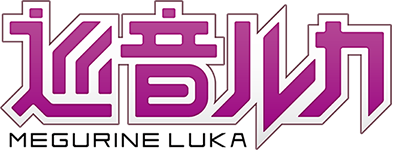
Megurine Luka Logo

- Veröffentlichung: 30. Januar 2009
- Der erste Charakter der bereits bei seiner Erst-Veröffentlichung eine englische Voicebank beinhaltete.
- Der Charakter stellt eine 20-jährige junge Frau da.
- Merkmale: pinkes Haar
- Versionen VOCALOID2 Megurine Luka (30. Januar 2009), Megurine Luka V4X (19. März 2015)

## Verwandte Produkte
Crypton Future Media veröffentlichte neben der CV Serie noch 2 weitere Vocaloids. Diese sind kein Teil der CV-Serie, folgen jedoch nahezu identisch dem Schema der CV-Serie.
MEIKO

- Veröffentlichung: November 2004

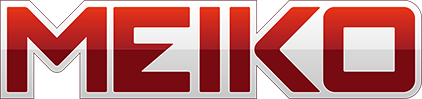
Meiko Logo

- weiblicher Gesang, Merkmale braunes Haar, rote Kleidung
- Meiko war die erste Gesangstimme die einen Charakter als Wiedererkennungsmerkmal hatte.
- Versionen: Meiko (5. November 2004), Meiko V3 (4. Februar 2014)

KAITO

- Veröffentlichung: Februar 2006

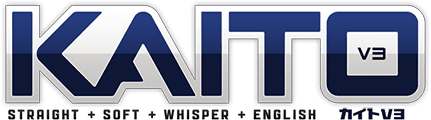
Kaito Logo

- männlicher Gesang, Merkmale: blaues Haar
- Versionen: Kaito (17. Februar 2006), Kaito V3 (15. Februar 2013)

## Verbreitung und kulturelle Auswirkungen
Crypton Future Media gelang es mit der Veröffentlichung von Kaito und Meiko große Anerkennung zu bekommen. Sie waren die ersten, die einer Computerstimme einen Charakter gaben, was dazu führte, dass sich schnell eine große Fan-Base um die Charaktere bildete. Vor allem in der Anime- und Manga Szene und innerhalb der japanischen Internet Kultur verbreiteten sich Videos und Musik mit den Charakteren sehr schnell.
Durch die Veröffentlichung von Hatsune Miku wurde ein neuer Meilenstein geschaffen und der Charakter entwickelte sich in den folgenden Jahren zu einer japanischen Pop- und Idol-Ikone, mit zahlreichen Konzerten, Videospielen und Merchandise-Artikeln.
Mit über 100.000 Songs ist der Charakter auch in Deutschland mittlerweile bekannt.
Hauptartikel: Miku Hatsune

## Rechtliche Regelungen
Heutzutage darf der Charakter unter der Creative Commons Lizenz verwendet werden. Das heißt, jedem Nutzer ist es erlaubt, die Charaktere der CV-Serie für seine Musik oder Fan-Art zu verwenden.
Anfangs war dies allerdings noch nicht erlaubt. Außerdem war es verboten jegliche Kreationen außer Songs zu veröffentlichen. Mit steigender Popularität folgte jedoch am 4. Juni 2009 schließlich die Einführung der „Piapro Character License (PCL)“, unter der es erlaubt war, jegliche Kreationen bis auf wenige Ausnahmen zu veröffentlichen.
Nachdem die PCL-Lizenz nur für Japan galt und die Popularität in Europa und Amerika anstieg, wurde im Dezember 2012 schließlich die Creative Commons Lizenz eingeführt.